# Alfarería en la provincia de Sevilla

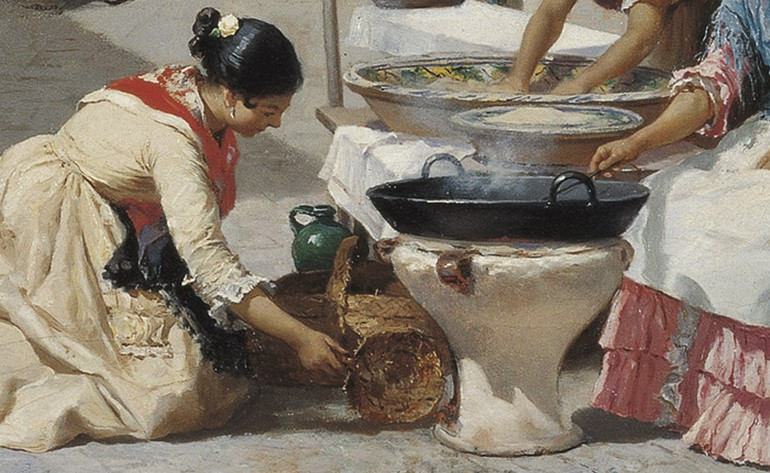
Alfarería y loza popular andaluza en el cuadro Vendedoras de rosquillas en una calle de Sevilla (detalle). En primer plano un gran anafre u hornillo (con la paella de hierro encima y detrás los dos lebrillos, uno mediano que contiene la harina y otro grande donde se va haciendo la masa; en el suelo una botija perulera esmaltada en verde, conteniendo el aceite.

La alfarería en la provincia de Sevilla (España), al margen del tesoro arqueológico recuperado en los yacimientos localizados en su territorio, ha tenido desde el siglo XVI un singular foco de producción en Triana, tan importante en el mapa cerámico nacional como Talavera de la Reina y Manises, aunque su progresión no ha sido la misma. En menor grado destacan también los gremios alfareros establecidos en Lora del Río, Lebrija y Osuna.
La cacharrería provincial quedó registrada en la obra de singulares pintores como Velázquez, Murillo o Zurbarán.

## Focos históricos
La producción alfarera en la provincia de Sevilla se documenta a partir del siglo xviii en los registros del Catastro de Ensenada (1752) y en las Memorias políticas y económicas de Eugenio Larruga (1792); mención que más tarde censarían Sebastián Miñano en el Diccionario geográfico-estadístico de España y Portugal (1826 y 1829) y Pascual Madoz en el Diccionario geográfico-estadístico-histórico (1846-1850).
La Guía de los alfares de España, en su edición de 1981, estudia once focos históricos principales de la geografía alfarera de esta provincia: Alcalá de Guadaira, Carmona, El Viso del Alcor,Herrera, Lebrija, Lora del Río, Morón de la Frontera, Osuna, Sanlúcar la Mayor y la capital sevilla y el núcleo independiente del barrio de Triana.

### Carmona
Tuvo alfarería sin vidriar y horno de planta circular activo hasta el final del siglo XX. Sus últimos artesanos tradicionales, según estudió Antonio Limón (como apunta Seseña en su obra), fueron José Domínguez Pérez, artesano fiel a técnicas, material y formas tradicionales, destacando sus cántaros hechos de una vez; y Enrique Arco Aparicio "el barrero", cuya producción degeneró hacia las piezas turísticas (toros, figuritas, modelados).

### Lebrija
La calidad de los barros de esta localidad, la hizo famosa por su alfarería de agua, especialmente sus cántaros, del tipo conocido como sogelados o artelados, así llamados por dejarse visible la huella espiral del alfarero. En 1973 funcionaban aun tres alfares y un horno de planta cilíndrica con cúpula de media naranja.

### Lora del Río
Tuvo esta localidad hasta dieciséis talleres en el inicio del siglo XX, de los que en el último tercio solo quedaba uno, el de los hermanos Monge, originales de Salvatierra de los Barros que impusieron técnicas y estéticas propias de la alfarería extremeña meridional. El ayuntamiento convirtió este último alfar en Escuela de Cerámica.

### Osuna

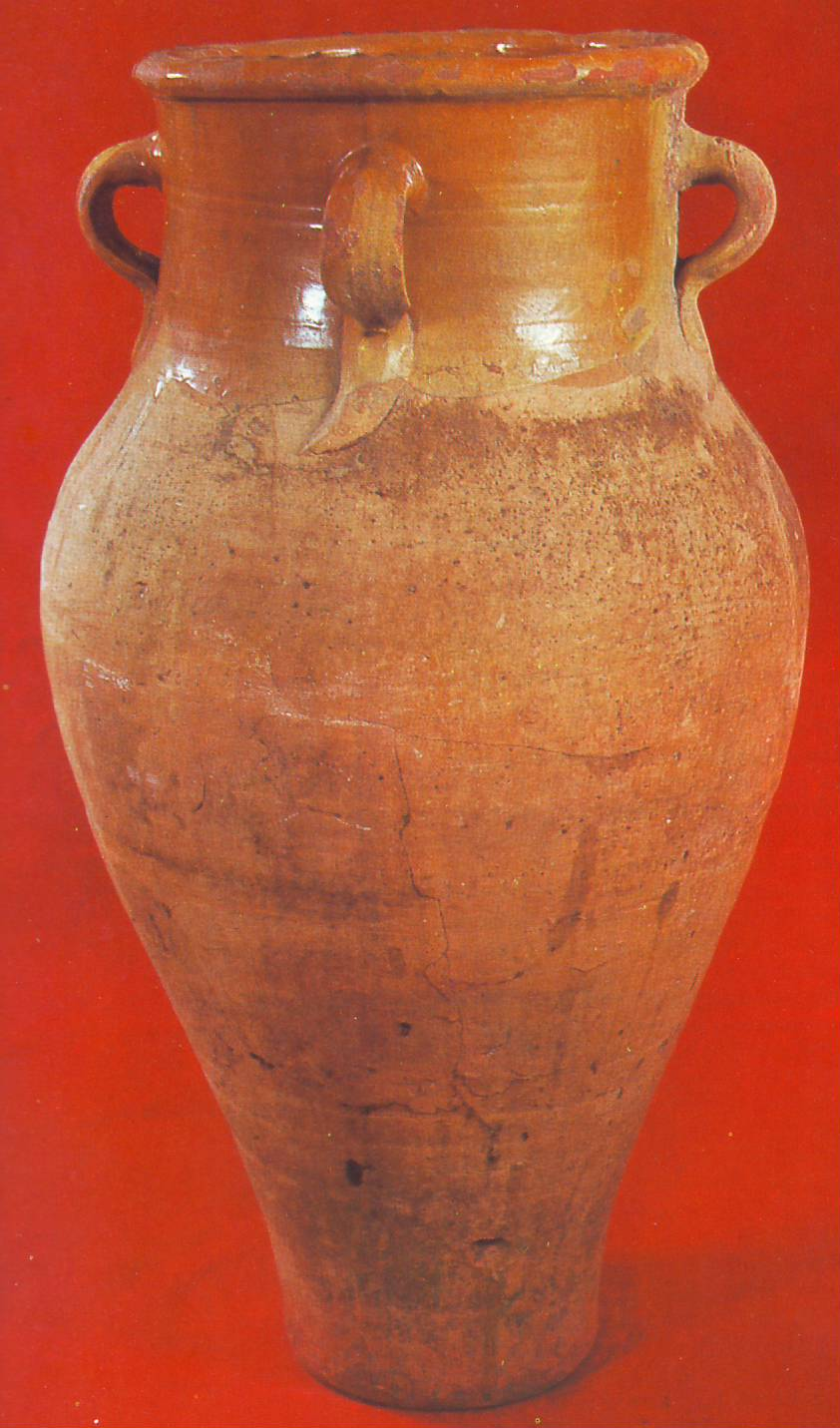
Tinaja de 91 cm de alto. Fabricada en Osuna hacia finales del. Expuesta en el Museo de Artes y Costumbres Populares de Sevilla.

Importante foco de alfarería de basto, con horno troncopiramidal en su exterior y el interior rectangular con bóveda de cañón. Con una producción similar en importancia y cantidad a la de Lora del Río, la alfarería desapareció mediado el siglo XX. De Osuna eran las esbeltas tinajas de casi un metro de altura y cuatro asas -como la de la imagen. Seseña ha estudiado el posible origen ursaonense de algunas de las piezas alfareras pintadas por Velázquez en sus primeros cuadros, como el anafre (o fogón) de la Vieja friendo huevos.

### Sevilla

#### Triana
La actividad alfarera del que fuera arrabal sevillano, aparece mencionado ya en un padrón de 1596 en el que se cita que había en Triana "30 hornos de lo blanco y prieto"; y cinco años después, Agustín de Rojas Villandrando en su Viaje entretenido (1602) cuenta "más de 60 tiendas". La etnóloga e historiadora Natacha Seseña añade el dato que Matute da sobre la existencia en Triana de "86 hornos de loza y de basto" en el año 1791.
Entre los azulejeros más conocidos instalados en este barrio sevillano destacan: Cristóbal de Augusta, alfarero navarro acomodado en Triana en el siglo XVI; Hernando de Valladares, activo entre 1589 y 1631; y el alfarero y empresario Manuel García-Montalván activo durante la primera mitad del siglo XX y promotor de la fábrica de cerámica artística Nuestra Señora de la O, domiciliada en la calle Alfarería.
La popularidad de la loza blanca de Triana hizo que aumentara su producción y que los talleres cerámicos se desplazasen a polígonos industriales del cinturón de la capital sevillan, como ocurrió en Tomares, Gines o Santiponce.